# 李月明
李月明（1968年1月24日—），上海人，綽號「月明」，中国女排前副攻手。
李月明在1985年入選上海隊，1987年進入中國國家隊，身高1.88米，是當時中國女排最高的隊員，彈跳力好，助跑摸高達3.14米，以三號位進攻和攔網見長，是一名技術穩定、攻防兼備的副攻手。
李月明在中國隊服役期間，正是女排從五連冠頂峰下滑的年代，因此沒有拿過三項大賽的冠軍頭銜。她在1988年漢城奥運會得銅牌，1989年獲世界杯排球賽季軍，1990年獲世界排球錦標賽亞軍，1991年獲世界杯排球賽亞軍，1992年在巴塞隆拿奥運會得第七名後，長期受背傷困擾的她，宣佈從國家隊退役，並一度退出比賽。李月明在1996年重返上海隊，奪得全國錦標賽冠軍，1997年獲第八屆全運會冠軍，同年退役赴美國加州浸會大學就讀。

## 三大賽奪牌歷程
- 1988年 漢城奧運會 （ 南韓）

| 場次                | 日期    | 對手 | 局分  | 得分                             |
| ------------------- | ------- | ---- | ----- | -------------------------------- |
| 女子排球 B組 分組賽 | 9月20日 | 美國 | 勝3-0 | 15-9, 15-5, 15-7                 |
| 女子排球 B組 分組賽 | 9月23日 | 秘魯 | 負2-3 | 15-13，13-15，15-7，12-15，14-16 |
| 女子排球 B組 分組賽 | 9月25日 | 巴西 | 勝3-1 | 2-15，15-7，15-12，15-11         |
| 半决赛              | 9月27日 | 蘇聯 | 負0-3 | 0-15, 15-7, 15-4                 |
| 銅牌賽              | 9月29日 | 日本 | 勝3-0 | 16-14, 15-3, 15-9                |

- 1989年 第5屆世界盃 ( 日本)

| 場次 | 日期     | 地點   | 對手   | 局分  | 得分                      |
| ---- | -------- | ------ | ------ | ----- | ------------------------- |
| 1.   | 11月7日  | 東京   | 東德   | 勝3-0 | 15-9, 15-1, 15-5          |
| 2.   | 11月8日  | 東京   | 秘魯   | 勝3-0 | 15-9, 15-5, 15-8          |
| 3.   | 11月10日 | 大阪   | 古巴   | 負1-3 | 6-15，15-7，11-15，7-15   |
| 4.   | 11月11日 | 大阪   | 加拿大 | 勝3-0 | 15-0, 15-7, 15-5          |
| 5.   | 11月12日 | 大阪   | 南韓   | 勝3-0 | 15-3, 15-1, 15-5          |
| 6.   | 11月14日 | 名古屋 | 蘇聯   | 負1-3 | 15-7，10-15，14-16，13-15 |
| 7.   | 11月15日 | 名古屋 | 日本   | 勝3-0 | 15-13，15-4，15-7         |